# Grégoire Haddad
Pour les articles homonymes, voir Haddad.
Grégoire Haddad (arabe : غريغوار حداد), né le 25 septembre 1924 à Souk El Gharb (Mont Liban) et mort le 23 décembre 2015, est un prélat catholique libanais, membre de l'Église grecque-catholique melchite. Après avoir exercé la charge d'évêque auxiliaire de l'archidiocèse de Beyrouth et Jbeil (Byblos) de 1965 à 1968, il en devient archevêque de 1968 à 1975. À cette date, sa volonté de révolutionner l'Église lui vaut d'être relevé de ses fonctions.
Il a été surnommé « l’évêque des pauvres », « l’Abbé Pierre de l’Orient » ou encore « l’évêque rouge ».

## Biographie
Né en 1924 à Souk el-Gharb, sous le nom de Nakhlé Haddad, il prend le prénom de Grégoire après son ordination sacerdotale, le 23 avril 1949. Il a fait ses études en théologie à l'université Saint-Joseph de Beyrouth.
En 1957, il fonde le Mouvement social libanais, « avec six personnes de six communautés religieuses différentes, trois hommes et trois femmes », enregistré officiellement en tant qu’association en 1961. En 1959, il fonde l’Oasis de l’Espérance (communauté Emmaüs de Beyrouth).
Le 30 juillet 1965, il est nommé évêque auxiliaire de Beyrouth et de Jbeil et évêque titulaire de Palmyre (de). Il est alors consacré le 5 septembre suivant par le patriarche Maxime IV Sayegh, assisté de Mgr Philippe Nabaa (en), archevêque de Beyrouth, et de Mgr Joseph Elias Tawil (en), vicaire patriarcal et évêque titulaire de Myre. 
En 1965, il participe notamment à la quatrième session du concile Vatican II.
Le 9 septembre 1968, il est nommé archevêque grec-catholique de Beyrouth et de Jbeil, l'une des fonctions les plus importantes de l'Église grecque-catholique melkite en raison de son poids politique, social, économique et religieux. 
En 1974, il cofonde la revue culturelle Afaq, avec entre autres Paul Khoury (de). Il y publie une série d'articles dans lesquels il prône une réflexion profonde et radicale portant sur la pratique de la foi chrétienne, la place de l’Église et le rôle du clergé, en s'interrogeant sur leur réelle conformité à l'enseignement du Christ. Le clergé l'accuse alors de remettre en cause sa foi chrétienne. Le patriarche Maxime V Hakim saisit le Saint-Siège et place Mgr Haddad en congé forcé dans l'attente du verdict pontifical. Malgré le verdict de la Congrégation pour la doctrine de la foi, qui considère que les articles incriminés ne portent pas atteinte à la foi catholique, Mgr Haddad est relevé de ses fonctions par le Synode melkite, le 19 août 1975. Il est alors immédiatement nommé évêque titulaire d'Adana (de) par le pape Paul VI.
Malade, il meurt finalement dans la nuit du 23 décembre 2015 à l'âge de 91 ans. Ses funérailles sont célébrées le 27 décembre suivant en la cathédrale Saint-Élie de Beyrouth.

## Prises de position

### Un «évêque rouge»
Il mène un style de vie simple et modeste et se consacre toute sa vie au travail social.
Très controversé, sa volonté de révolutionner l'Église et son travail pour l'égalité stricte entre les diocèses riches et pauvres lui valent le surnom d'« évêque des pauvres » ou encore d'« évêque rouge ». En 1974, le journal Le Monde le surnomme également « l'évêque pour après-demain », en référence à ses positions progressistes.
Parmi les mesures introduites par Grégoire Haddad, on trouve les « conseils paroissiaux » (une recommandation du concile Vatican II), et la gratuité pour les baptêmes, mariages et obsèques. Les contributions volontaires des paroissiens alimentaient une caisse commune du diocèse puis étaient divisées entre les curés des paroisses. De cette manière les paroisses aisées finançaient en partie les paroisses démunies. Ce choix a valu à Grégoire Haddad des oppositions au sein du clergé et des notables.

### Guerre libanaise
Au début de la Guerre du Liban, après le bombardement par l'aviation libanaise des camps de Beyrouth en 1973, sur ordre du président Soleimane Frangié qui souhaitait mettre au pas les Palestiniens, Mgr Haddad soutient les organisations palestiniennes.

## Œuvres

### Livres
- (ar) Grégoire Haddad, Taḥrīr al-Masīḥ wa al-ʼinsān, Beyrouth, Afâq, 1974, 158 p. (OCLC 489814012)

- (ar) Grégoire Haddad et Jérôme Sahin, Al-masīḥīyat wa al-marʼat, Beyrouth, Afâq, 1975, 109 p. (OCLC 489909646)

- Grégoire Haddad, Libérer le Christ et l'homme, Beyrouth, Afâq, coll. « Éléments de dialogue », 1975, 279 p. (OCLC 499225843)

### Articles
Une collection d’articles est accessible en ligne. Il s'agit d’une cinquantaine d’articles en arabe et de quelques-uns en français.
- Grégoire Haddad, « La recherche religieuse radicale procède-t-elle de l’incroyance et du doute ou bien est-elle dans la ligne de l’Évangile ? », Afâq, nos 1-4,‎ janvier à avril 1974, p. 32-34, 44-49, 33-43, 28-46 (total 97 p.) (lire en ligne) – Recueil et traduction de cinq articles ; accompagné de « La vraie « affaire », c’est la « cause » de l’homme… », paru dans An Nahar le 30 août 1974 (p. 93-97)
- Grégoire Haddad, « Pour les Juifs, contre la Shoah », 15 août 1996 [lire en ligne (page consultée le 3 novembre 2007)]
- Grégoire Haddad, « Résurrection », (sans date, 1968/1975) [lire en ligne (page consultée le 3 novembre 2007)] – Adressé au président et aux dirigeants du pays

Exemples de titres d'articles en arabe : « Dieu à la même distance de toutes les religions » (décembre 2002) ; « L'éducation religieuse dans une société multi-religieuse » (janvier 2002) ; « Terrorisme et résistance » (après le 11 septembre 2001) ; « Danger chrétien au Liban » (1984) ; « Perspectives chrétienne sur la question de la planification familiale » (conférence à Saïda le 31 juillet 1979) ; « Déclaration lors de la rencontre Christ Roi du 31 décembre 1968, et commentaire » ; « Pêche miraculeuse » (poème, 1946).

## Hommages
Michel Touma, biographe de Grégoire Haddad et rédacteur en chef du quotidien L'Orient-Le Jour, compare l’itinéraire de Haddad avec celui du pape François : « Ils ont, dit-il, tous les deux la volonté de réformer et posent, l’un comme l’autre, cette question capitale : la structure de l’Église est-elle conforme aujourd’hui aux enseignements du Christ ? ». Il ajoute : « Jusqu’au bout, il sera de tous les combats en faveur de la citoyenneté, du droit des pauvres, de la déconfessionnalisation du système libanais, du dialogue interreligieux, du mariage civil ».